# Aviv Geffen

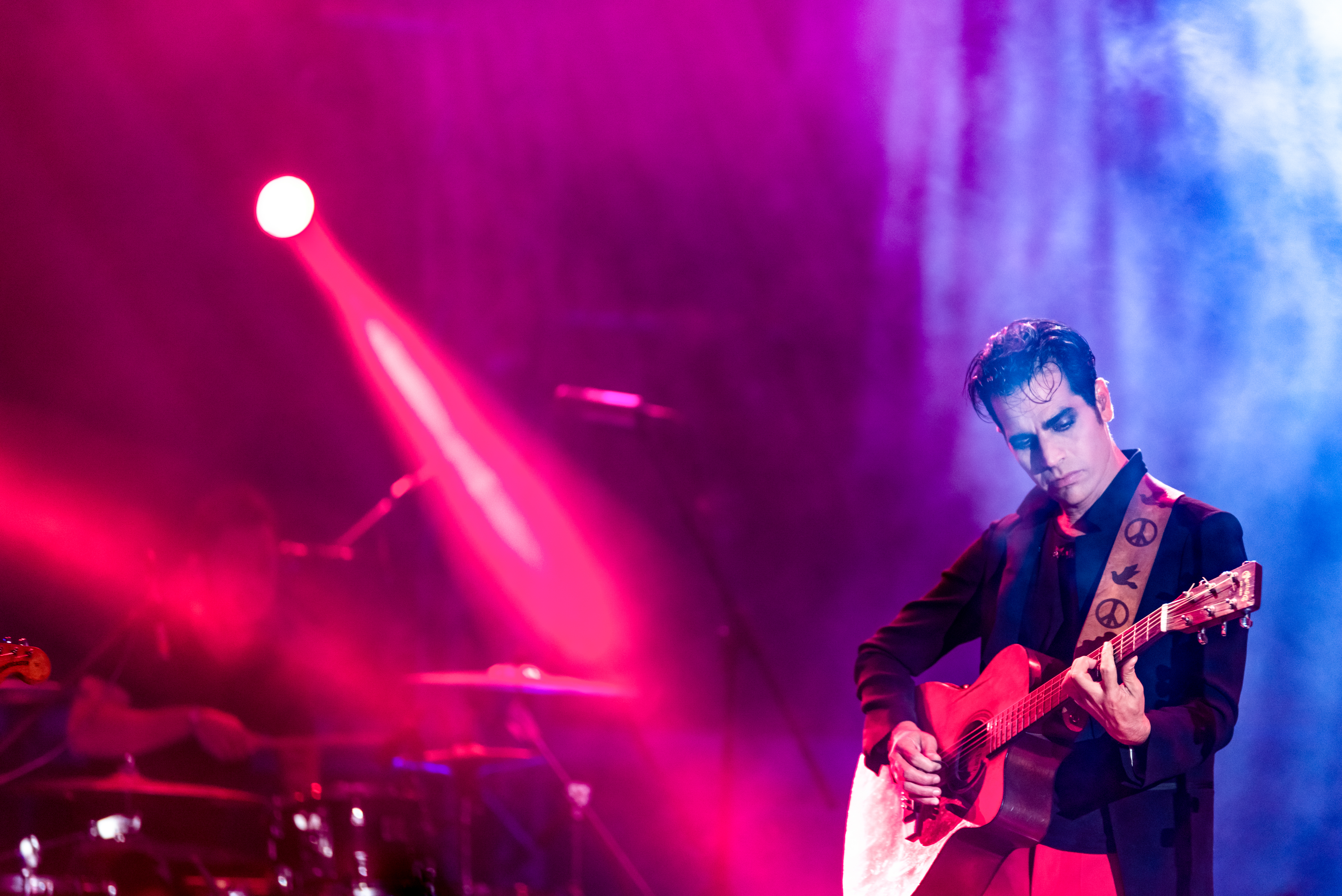
Aviv Geffen tijdens een optreden in augustus 2016.

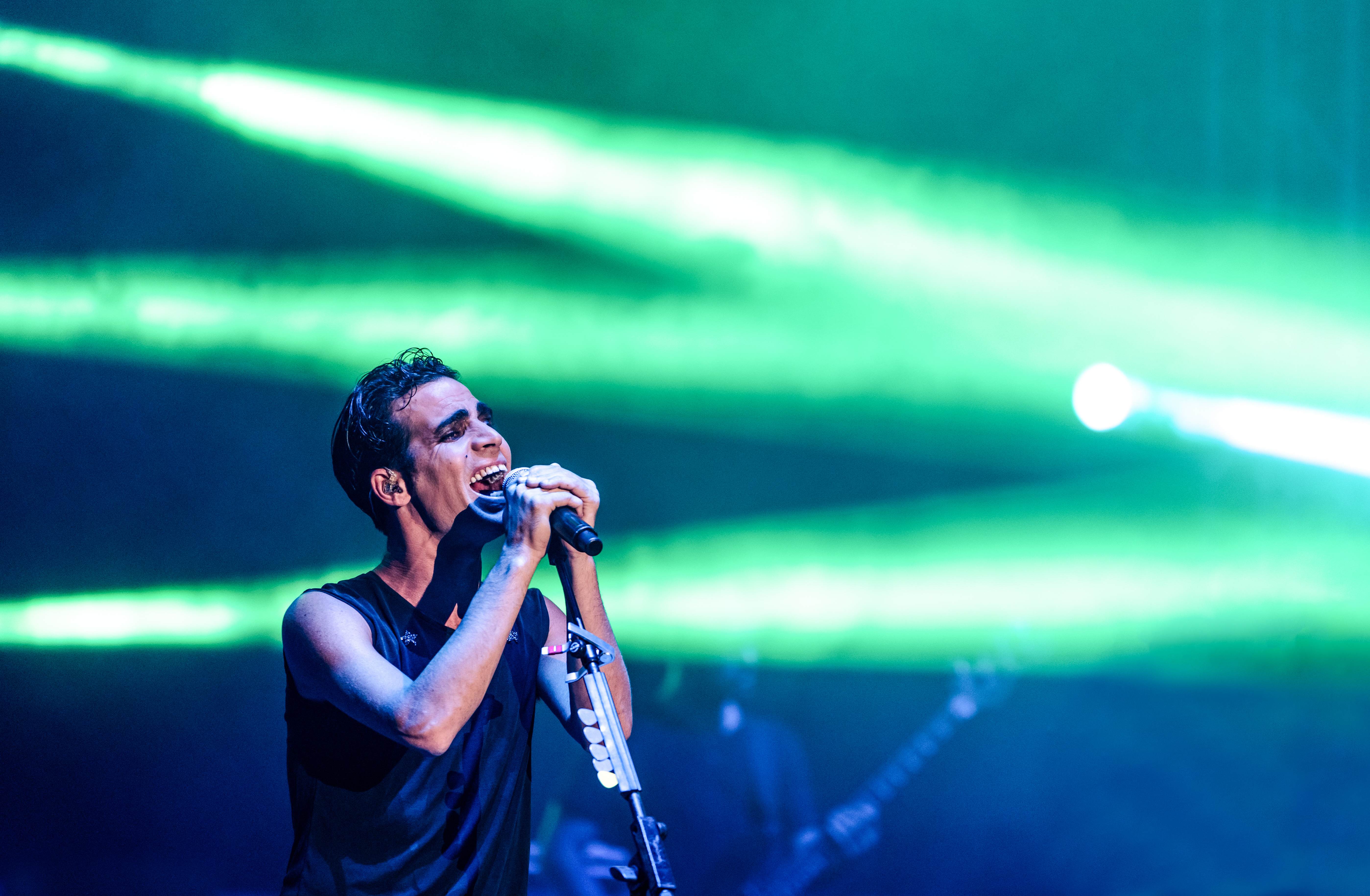
Aviv Geffen tijdens een optreden in augustus 2016.

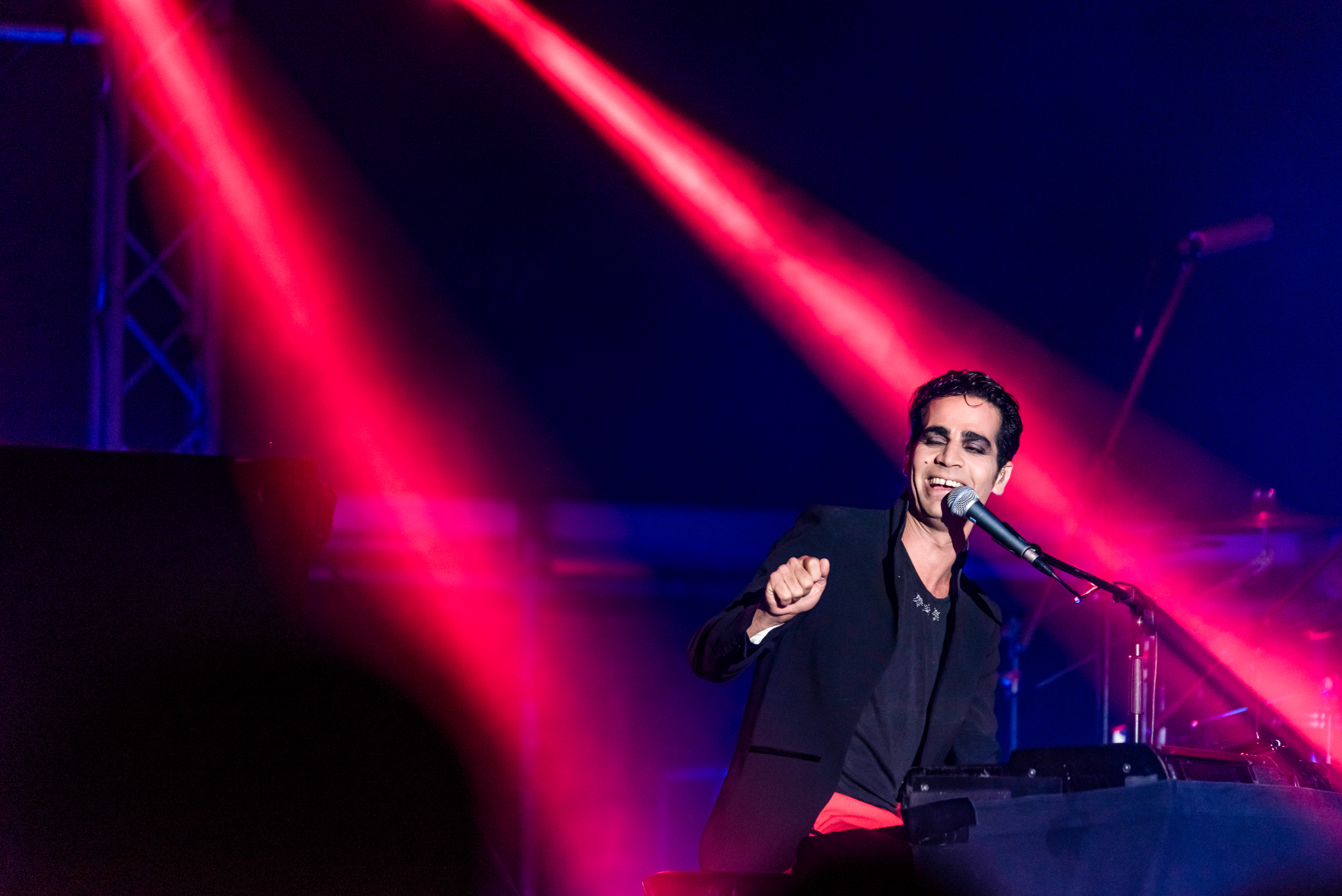
Aviv Geffen tijdens een optreden in augustus 2016.

Aviv Baruch Geffen (Hebreeuws: אביב ברוך גפן), bekend als Aviv Geffen (אביב גפן), (Ramat Gan, 10 mei 1973) is een Israëlische rockzanger, songwriter, producer, toetsenist en gitarist. Hij is uitgesproken links en diende niet in het leger, wat de nodige ophef veroorzaakte. Zijn muziek gaat doorgaans over liefde, vrede, dood, zelfmoord en politiek. Naast zijn solocarrière maakt Geffen deel uit van het muzikale project Blackfield.

## Biografie
Geffen werd geboren in Ramat Gan en groeide op in de mosjav Beit Yitzhak Sha'ar Hefer. Hij is de zoon van schrijver en dichter Yehonatan Geffen en actrice Nurit Makover, en de broer van actrice Shira Geffen. Geffens overgrootouders kwamen van Oekraïne naar het Mandaatgebied Palestina en gingen daar wonen in Nahalal, de oudste mosjav van hedendaags Israël. Geffen studeerde aan de Rimon School of Music in Ramat Hasjaron.

## Carrière
Zijn eerste performance was in 1984 in het kinderprogramma Shminiyot Ba'avir (שמיניות באוויר; 'Achtsten in de lucht'), waar Geffen een nummer zong voor zijn moeder, die net 40 geworden was. In 1987 had hij een rol in de film Hamitpachat (המטפחת; 'De zakdoek') en zong daarin het nummer 'Ima' (אמא; 'Mama'). In 1990, op 17-jarige leeftijd, nam hij zijn eerste officiële nummer op, 'Chaver' (חבר; 'Vriend').

### De jaren '90
In 1992 brak Geffen door met zijn debuutalbum Ze rak or hayareach (זה רק אור הירח; 'Het is slechts het maanlicht'), waarvan 40.000 exemplaren werden verkocht (goed voor de platina status). Het wordt nog altijd beschouwd als een van de belangrijkste rockalbums van Israël. Zijn fans stonden in die tijd bekend als de 'maanlichtkinderen' (ילדי אור הירח; yaldei or hayareach). Geffen zorgde aan het begin van zijn carrière meteen voor veel commotie door te stellen dat hij niet in het leger diende en zelfs opriep om niet in dienst te treden bij het Israëlisch defensieleger. Op zijn tweede album Achshav me'unan (עכשיו מעונן; 'Het is nu bewolkt'), dat in 1993 verscheen en met 80.000 verkochte exemplaren zijn meest succesvolle plaat werd, zingt hij in de titeltrack de regel "anachnu dor mezuyan" (אנחנו דור מזוין; 'we zijn een fucked up generatie'). Dit was een bewuste woordkeuze van Geffen, aangezien mezuyan letterlijk 'gewapend' betekent, maar in slang staat voor 'fucked up'. Mede doordat 'Achshav me'unan' dat jaar het meest gedraaide nummer op de Israëlische radio werd, groeide die ene regel uit tot een veel gebruikte uitdrukking in de Israëlische spreektaal. Hoewel Geffen in die tijd nog dienstplichtig was en dreigde zelfmoord te plegen als hij alsnog in dienst moest, werd hij uiteindelijk vrijgesteld op grond van scoliose.
In 1994 bracht Geffen zijn derde album uit, waarmee hij zijn boodschap kracht bijzette. Op Aviv Geffen III staan de negatieve effecten centraal die iemand ervaart wanneer hij of zij gedwongen het leger in gaat. Dit kwam hem op kritiek te staan, omdat hij de problematiek niet uit eigen ervaring bezong. Binnen enkele dagen bereikte het album de platina status. Het succes had echter ook een keerzijde. In hetzelfde jaar zond de tv-zender Channel 2 een documentaire uit over de zelfmoorden van tieners die zich hadden laten inspireren door de liedjes van Geffen. Hij reageerde onthutst en benadrukte in interviews dat zijn teksten verkeerd begrepen werden, en drukte zijn fans op het hart dat "het bezoeken van een psycholoog geen schande is". In diezelfde interviews werd Geffen meermaals gevraagd of hij zelf ooit een zelfmoordpoging had ondernomen of overwogen, maar deze vraag liet hij onbeantwoord.
Zijn vierde album Shumakom (שומקום; 'Nergens') verscheen in 1995 en veroorzaakte wederom ophef. In de titeltrack haalde Geffen namelijk het drankprobleem van premier Yitzhak Rabin aan. Het werd radiostations verboden het lied te draaien. Tijdens een vredesdemonstratie waarbij Rabin aanwezig was, sprak Geffen hem vanaf het podium toe en beweerde hem juist te steunen. Als verrassing zong Geffen het nummer 'Livkot lecha' (לבכות לך; 'Huilen voor jou') voor Rabin, die diezelfde avond door de extremistisch-joodse tegenstander Yigal Amir werd vermoord.
Een half jaar later, in mei 1996, verscheen Hamichtav (המכתב; 'De brief'). Het album bevatte onder meer het nummer 'Mered hadma'ot' (מרד הדמעות; 'De tranenopstand'), dat Geffen naar aanleiding van de moord op Rabin schreef. Het nummer 'Livkot lecha' verscheen in 1997 op Geffens eerste verzamelaar Yareach male (ירח מלא; 'Volle maan').
Met het zevende album Halulim (חלולים; 'Uitgehold') probeerde Geffen een andere weg in te slaan. Vanwege het extreme karakter en het ontbreken van ballades flopte het echter. Precies een jaar later, in maart 1999, verscheen de opvolger Leilot levanim (לילות לבנים; 'Witte nachten'). Dit album, waarop de zanger een zachtere kant van zichzelf liet horen, gaat voornamelijk over de scheiding van zijn eerste vrouw Ilana Berkovitz. De singles 'Romeo veJulia' (רומיאו ויוליה; 'Romeo en Julia'), 'Mexico' (מקסיקו), 'Hashir shelanu' (השיר שלנו; 'Ons lied') en 'Leilot levanim' werden één voor één grote hits.

### De jaren '00
In 2000 verscheen Yoman masa (יומן מסע; 'Reisdagboek'), dat een volwassener en gematigder geluid laat horen. De heruitgave van deze plaat verscheen in 2001 en bevat als bonustrack een eerbetoon aan Bob Dylan, die dat jaar zestig werd. Ook ontmoette Geffen in die tijd de Britse muzikant Steven Wilson, met wie hij de band Blackfield oprichtte. Dit muzikale project combineert de muzikale stijlen van de twee artiesten. Ze brachten zowel nieuwe nummers uit als Engelse vertalingen van Geffens nummers. De eerste drie albums waren een groot internationaal succes.
Twee jaar na Yoman masa kwam Geffen met de opvolger Memento mori, dat hij opdroeg aan zijn grootmoeder die kort voor de release overleed. De naam is ontleend aan de Latijnse uitdrukking Memento mori en laat zich vertalen als 'gedenk te sterven' of 'denk eraan te moeten sterven'. Net als de vorige albums was ook deze plaat over het algemeen zacht van karakter.
In 2003 werd de documentaire Aviv uitgebracht waarin Geffens leven centraal staat. Het ging in Bangkok in première.
Een jaar later verscheen het eerste album van Blackfield, met hierop onder meer het nummer 'Cloudy Now'. Dit is de Engelse versie van 'Achshav me'unan' en bevat de bekende regel "we are a fucked up generation". De opvolger Blackfield II verscheen in 2007, gevolgd door de live-dvd Blackfield: Live in NYC later dat jaar. In 2011 kwam het derde album van de band uit, Welcome to my DNA getiteld. Hierna verdween Wilson - om de werkdruk te minderen - meer naar de achtergrond.
Ondertussen zette Geffen onverstoorbaar zijn solocarrière voort. Begin 2006 kwam het album Im hazman (עם הזמן; 'Mettertijd') uit. De titeltrack is een Hebreeuwstalige cover van 'Avec le temps', het meest succesvolle chanson van Léo Ferré. Het werd een grote hit en ook de andere singles waren veel op de radio te horen. In hetzelfde jaar schreef en componeerde Geffen het debuutalbum van Ninet Tayeb, dat de titel Yachefa (יחפה; 'Blootvoets') kreeg en twee dagen na verschijning al de gouden status bereikte. In september bereikte Im hazman dezelfde status.
Geffen kondigde in november 2007 aan dat hij zijn eerste Engelstalige studioalbum aan het opnemen was. In januari 2008 kwam de single 'End of the World' binnen op nummer één in Polen. Een jaar later gaf Geffen een tour door Europa, waarbij hij de steden Krakau, Berlijn, Hamburg, Keulen, Amsterdam, München, Parijs en Londen aandeed. In Amsterdam trad hij op in de Melkweg. Het album Aviv Geffen verscheen in oktober 2009.

### De jaren '10 en '20
In 2010 begon Geffen samen te werken met de Israëlische muzikant Idan Raichel. De eerste gezamenlijke single, 'Kotzim' (קוצים; 'Doorns'), verscheen in december 2010. Twee maanden later volgde de tweede single 'Bubot' (בובות; 'Poppen'). Het eerstgenoemde nummer werd geschreven en gecomponeerd door Geffen en gezongen door Raichel, het andere nummer is een duet tussen de twee artiesten. Het bijbehorende album Pseifas (פסיפס; 'Mozaïek') verscheen in maart 2012.
Vanaf 2012 was Geffen een van de vier coaches van de Israëlische versie van de talentenjacht The Voice Israel. In zijn eerste seizoen coachte hij Raz Shmueli, in het tweede seizoen Ofir Ben Shitrit. Beide deelneemsters eindigden op de tweede plek. In totaal was Geffen vier seizoenen lang in de show te zien.
Geffens dertiende album Sdakim (סדקים; 'Scheuren') kwam uit in 2014. Binnen een paar weken kreeg het album de gouden status. De single 'Mistovev' (מסתובב; 'Ronddraaien') werd een enorme hit, stond negen weken op nummer één en werd uiteindelijk het meest gedraaide nummer op de radio dat jaar. Na dit succes werd het een stuk rustiger rondom Geffen, die sindsdien slechts wat losse nummers uitbracht.
In 2018 werd de talentenjacht Aviv o Eyal (אביב או אייל; 'Aviv of Eyal') uitgezonden. Geffen ging samen met de Israëlische zanger Eyal Golan op zoek naar nieuw talent. Voor deze show namen de twee zangers covers van elkaars nummers op. Deelnemers mochten zelf bepalen wie zij als hun coach wilden. Na één seizoen verdween de show echter al van de buis.
Samen met de charedische popzanger Avraham Fried bracht Geffen de single 'Batzoret' (בצורת; 'Droogte') uit. Tijdens een optreden in mei 2021 verontschuldigde Geffen zich tegenover het ultraorthodoxe publiek voor enkele liedjes die hij in het verleden had uitgebracht. Hij droeg zelfs een keppel en zong een tekst geschreven door rabbijn Baruch Chait.
Eind 2021 was Geffen te zien in The X Factor Israel, om samen met Netta Barzilai, Margalit Tzan'ani, Miri Mesika en Ran Danker de vertegenwoordiger van het Eurovisiesongfestival 2022 te vinden. Geffen focuste zich hierbij op de vrouwelijke deelnemers.
Op 8 maart 2022 ging Shnot hayareach (שנות הירח; 'Maanjaren') in première. Het is een muzikale autobiografische dramaserie die de beginjaren van Geffens carrière volgt, van 1991 tot aan de moord op Rabin eind 1995. Alle gebeurtenissen die voorbijkomen zijn dan ook gebaseerd op het persoonlijke leven van Geffen. De serie, die acht afleveringen telt van ieder ruim een half uur, is gemaakt door Geffen en geregisseerd door Ohad Perach. Het personage van Geffen wordt gespeeld door Noach Engelhard. In een interview gaf Geffen aan dat hij overweegt een tweede seizoen te schrijven. Samen met de lancering van de serie verscheen een gelijknamige soundtrack, met hierop zowel nieuwe nummers als oude opnames uit de begin jaren '90.
Begin mei 2023 verscheen de single 'Yiyhe tov', die Geffen opnam in samenwerking met het satirische tv-programma Eretz Nehederet.

## Privéleven
In juni 1996 trouwde Geffen met Ilana Berkovitz, met wie hij op dat moment vier jaar samen was. In maart 1998 scheidde het stel. Kort erna kreeg Geffen een relatie met model Shani Friedan, met wie hij in 2005 trouwde. Samen kregen ze in 2007 zoon Dylan, vernoemd naar Bob Dylan, en in 2016 zoon Elliott. Het gezin woont in de wijk Tzahala, in het noorden van Tel Aviv.
Geffen omschrijft zichzelf als atheïst. Desondanks ging zijn oudste zoon naar Thorales en werd hij bar mitswa. In een interview verklaarde Geffen dat hij zijn zoon hiertoe stimuleerde met als doel seculieren en ultra-orthodoxen nader tot elkaar te brengen.

## Discografie

### Studio-albums
- 1992: Ze rak or hayareach
- 1993: Achshav me'unan
- 1994: Aviv Geffen III
- 1995: Shumakom
- 1996: Hamichtav
- 1998: Halulim
- 1999: Leilot levanim
- 2000: Yoman masa
- 2002: Memento mori
- 2006: Im hazman
- 2009: Aviv Geffen
- 2012: Pseifas
- 2014: Sdakim

### Verzamelalbums
- 1997: Yareach male
- 2007: Rak shirei ahava
- 2008: Live

### Soundtracks
- 2022: Shnot hayareach